# Перевал МАН
44°46′38″ пн. ш. 34°22′27″ сх. д. / 44.77735° пн. ш. 34.37404° сх. д.

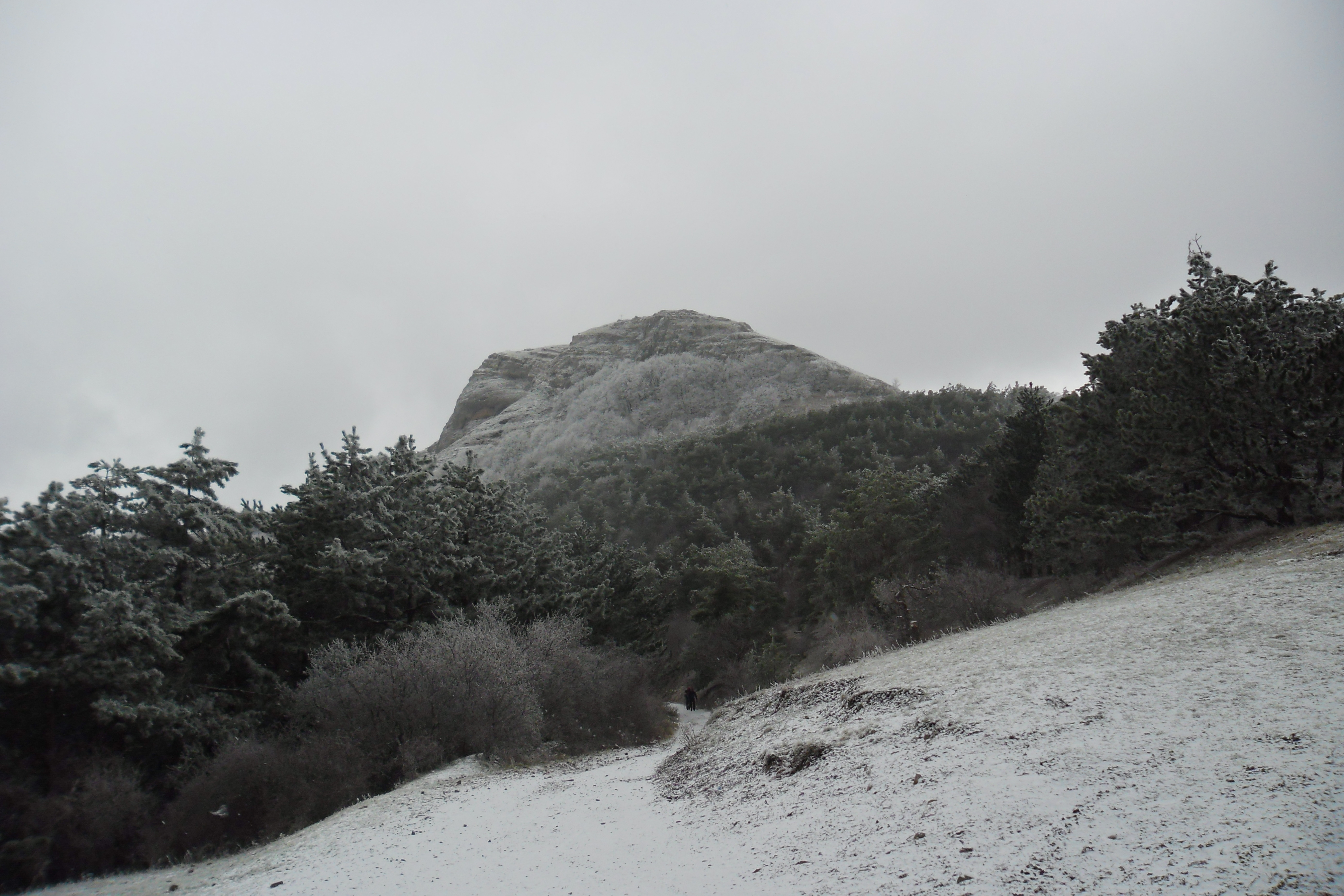
Перевал МАН взимку. Вид з перевалу на г. Пахкал-Кая.

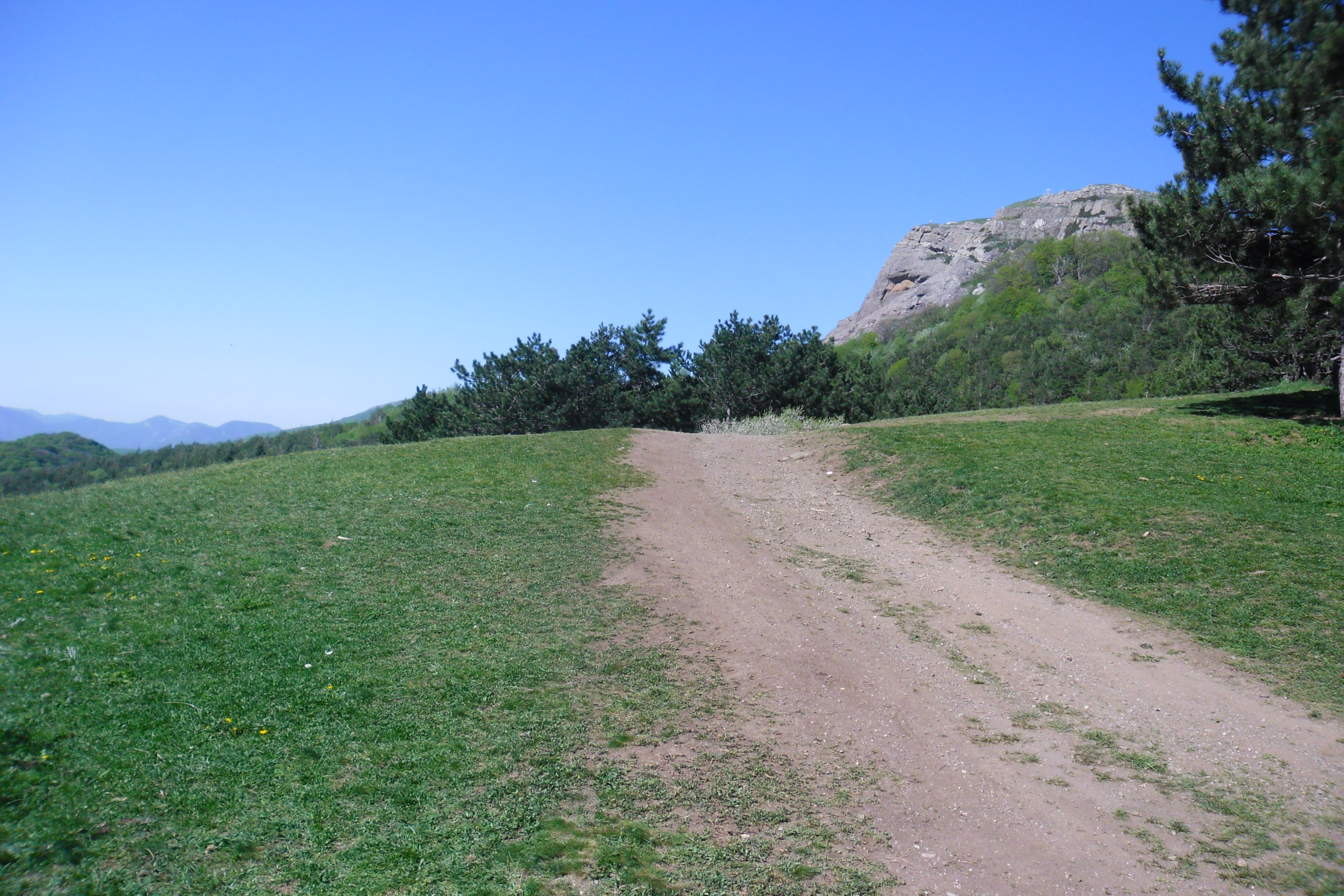
Перевал МАН (Малої академії наук) влітку. Праворуч — г. Пахкал-Кая.

Перева́л МАН (Малої академії наук) — невисокий гірський перевал у Криму між г. Пахкал-Кая і г. Північна Демерджі. Масив Демерджі і відроги. Висота перевалу 1040 м. Влітку і взимку некатегоризований. Через перевал пролягає стежка від Ангарського перевалу.
З перевалу МАН стежки, зокрема, ведуть до г. Пахкал-Кая, г. Північна Демерджі, печери МАН, галявини МАН.